# Martin XB-51
Vous lisez un « bon article » labellisé en 2018.
Le Martin XB-51 est un prototype de bombardier léger triréacteur américain conçu par la Glenn L. Martin Company ; il est initialement désigné XA-45, dans la nomenclature des avions d'attaque au sol, jusqu'à l'abandon de cette dernière en 1947. Le projet est développé à partir de 1945, à la suite d'un appel d'offres émis par les United States Army Air Forces sous la spécification V-8237-1. En mai 1946, deux prototypes sont commandés, et le premier réalise son premier vol en octobre 1949. Le XB-51 est alors en concurrence avec l'English Electric Canberra britannique qui gagne finalement le concours et la Glenn L. Martin Company s'en voit confier la production sous licence, sous la désignation B-57 Canberra ; le projet XB-51 est alors abandonné.
Les deux prototypes du XB-51 commandés en 1946 sont construits et continuent à être utilisés comme avions d'essais après l'annulation du programme. Ils sont propulsés par trois turboréacteurs General Electric J47 : un sur chaque côté du fuselage, à l'avant, et le troisième à l'arrière, placé sur le dessus du fuselage. Ils ont une voilure en flèche et un empennage en T ; le XB-51 se montre très maniable et plus rapide que le Canberra. Le second exemplaire s'écrase en mai 1952 à la suite d'une perte de contrôle ; le premier appareil continue à voler. Il est finalement réquisitionné pour tourner dans un film mais est accidenté au décollage en mars 1956, alors qu'il rejoint le lieu de tournage.

## Conception et développement

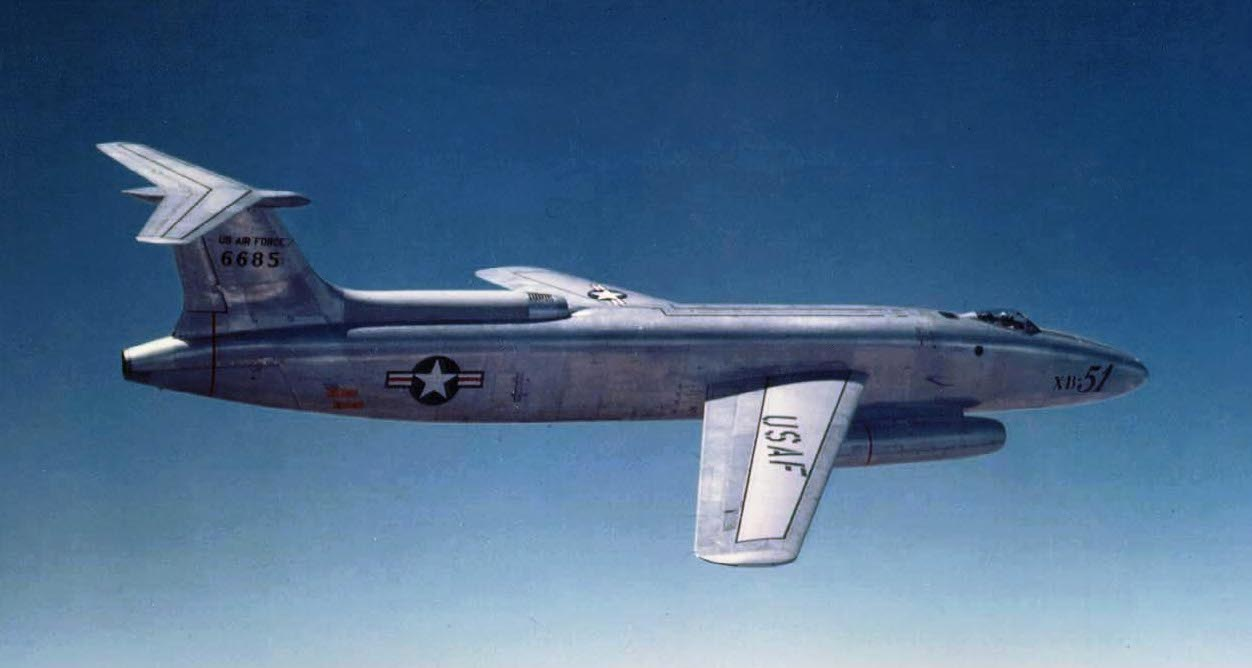
Photo en couleur du premier XB-51 en vol.

En 1945, les United States Army Air Forces émettent une spécification pour un bombardier léger ; un appel d'offres est lancé en février 1946, pour lequel la Glenn L. Martin Company entre en compétition avec d'autres avionneurs,. Le projet de Martin porte sur un avion à propulsion mixte : deux turbopropulseurs et deux turboréacteurs ; il doit être conduit par un équipage de six membres, avoir une vitesse de croisière de 810 km/h et un rayon d'action de 1 300 km ; le projet reçoit la désignation XA-45 comme avion d'attaque,,. Au printemps 1946, la spécification des USAAF est modifiée : les performances sont revues à la hausse, l'avion doit pouvoir effectuer sa mission quel que soit le temps et doit être un véritable bombardier ; en raison de ces changements, le projet devient le bombardier XB-51, connu chez l'avionneur comme Model 234,,. Martin révise son programme et, le 23 mai 1946, deux prototypes sont commandés pour un montant de 9,5 millions de dollars, (
125 millions actuels).
À la demande des Army Air Forces, la spécification est une nouvelle fois modifiée en 1947. L'avionneur y répond par un triréacteur à voilure en flèche de 35°, avec un équipage de seulement deux personnes, ; l'empennage est en T et sur la voilure, le contrôle en roulis doit se faire uniquement au moyen de spoilers au lieu d'ailerons,. La motorisation consiste en trois turboréacteurs à simple flux General Electric J47 : deux sont placés dans des nacelles à l'avant, sur la partie inférieure du fuselage ; le troisième se trouve dans la partie arrière du fuselage avec l'entrée d'air à la base de l'empennage,. Il est prévu que l'avion puisse emporter 1 800 kg de bombes et aille à un peu plus de 800 km/h en croisière,. Son armement défensif consiste en huit canons de 20 mm tirant vers l'avant, avec chacun 160 coups,,.
La construction des deux prototypes, serial 46-685 et 46-686, a lieu dans l'usine Martin de Middle River dans le Maryland ; l'assemblage du premier avion est terminé le 16 septembre 1949. Le 28 octobre, le premier prototype effectue son premier vol, d'une durée de 34 minutes, au terme duquel il se pose au Patuxent Naval Air Test Center,,. Trois jours plus tard, le 1er novembre, la lettre-commande du 23 mai 1946 est remplacée par le contrat définitif W33-038-AC-14806 ; en plus des deux prototypes, l'avionneur doit fournir des maquettes, la documentation technique ainsi qu'un stock de pièces détachées,.

## Descriptif technique

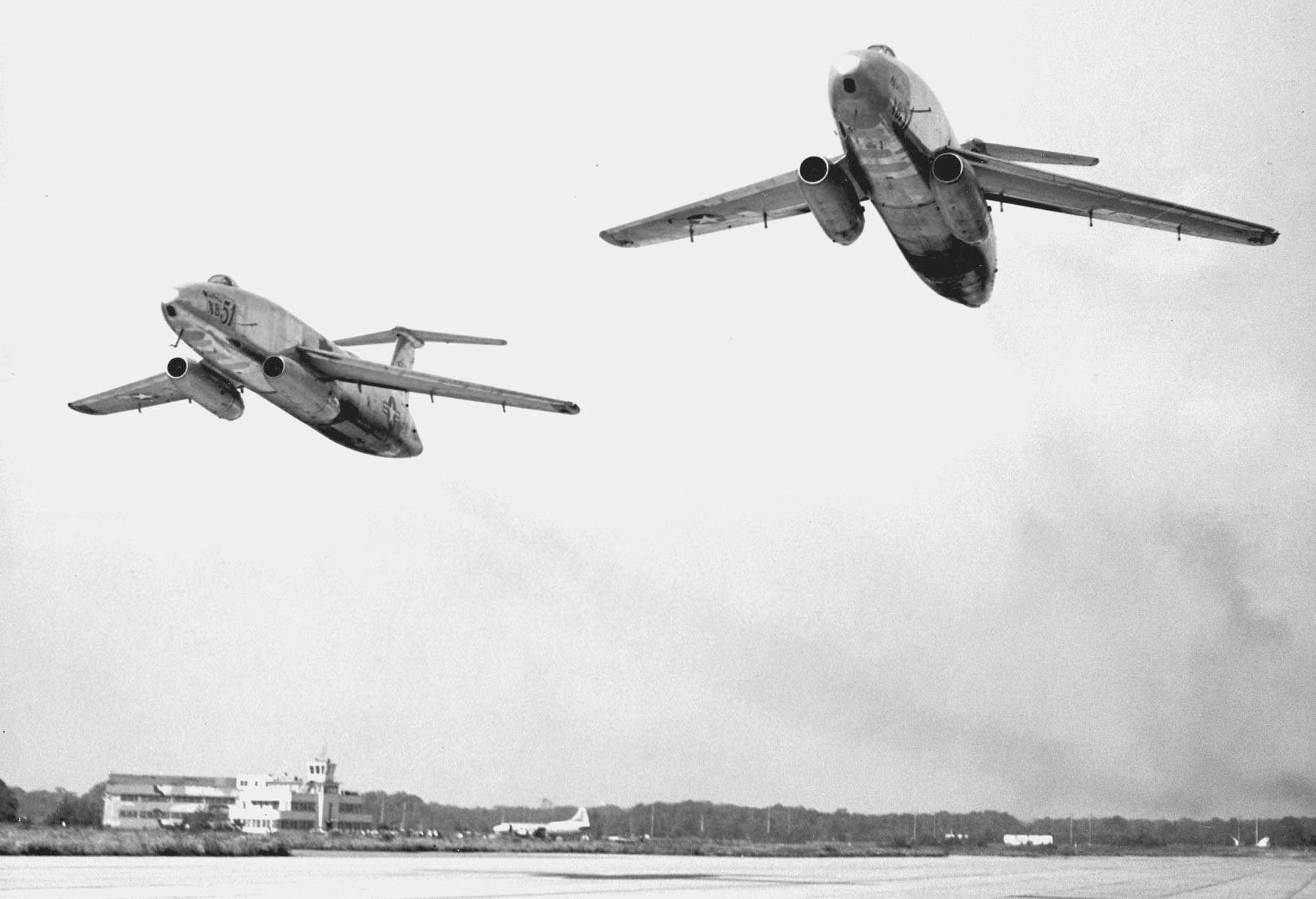
Vol en formation des deux XB-51 ; la flèche de la voilure est évidente et les deux turboréacteurs avant sont visibles sur cette photo.

Avec une capacité maximale de 1 800 kg de bombes, le XB-51 est un bombardier léger et son fuselage, de 25,6 mètres de long est de forme effilée,. L'avion a une voilure très fine avec une flèche de 35° et un dièdre négatif de 6° pour une envergure de 16,2 m, ; afin d'améliorer les performances au décollage, l'incidence est variable,,, ; l'empennage, en T, est également en flèche. Pour le contrôle en roulis, les ailerons sont remplacés par des destructeurs de portance, ou spoilers,,, ; les dispositifs hypersustentateurs sont des becs de bord d'attaque et des volets de courbure, ces derniers s'étendant sur la quasi-totalité du bord de fuite,. Le XB-51 est propulsé par trois turboréacteurs à simple flux General Electric J47, ; contrairement à ce qui se pratique alors sur les bombardiers à réactions tels que le North American B-45 ou le Boeing B-47, les réacteurs ne sont pas placés sous les ailes ; deux d'entre eux sont placés le long du fuselage, à l'avant, tandis que le dernier se trouve dans le fuselage, tout à l'arrière, avec l'entrée d'air à la base de la dérive,. Cette disposition des réacteurs permet de garder une aile « pure ».
À l'avant du fuselage, le pilote est placé sous une verrière en bulle et l'opérateur bombardier est situé derrière, dans le fuselage, plus bas. La soute à bombes, située au milieu du fuselage, est innovante pour l'époque ; c'est une trappe qui tourne sur elle-même, sur laquelle les bombes sont accrochées,. Le train d'atterrissage est monotrace, à la manière de ceux des B-47 et XB-48 : le train principal consiste en deux diabolos, l'un en avant de la soute à bombe et l'autre en arrière, qui se replient tous les deux dans le fuselage. Deux balancines, placées aux extrémités des ailes, viennent assurer l'équilibre latéral et se replient dans les ailes. Ce type de train d'atterrissage a été testé auparavant sur un B-26 Marauder modifié, devenu XB-26H,,.

## Carrière

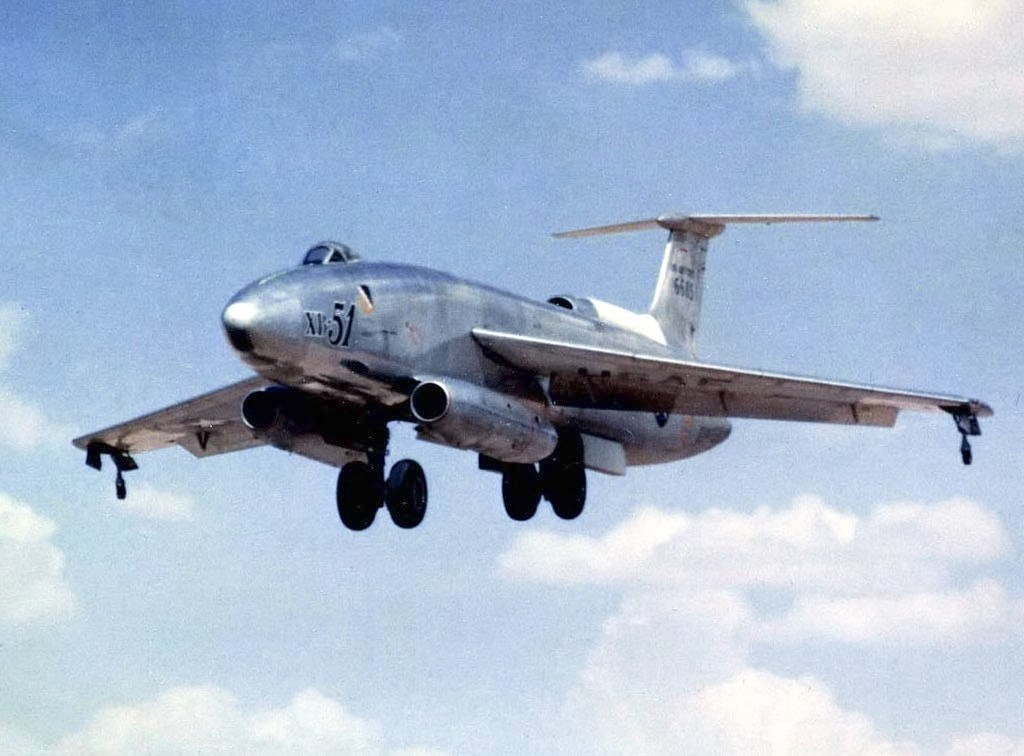
Un XB-51 en phase d'atterrissage.

Après le vol inaugural du premier prototype (serial 46-685), le programme d'essais en vol se déroule sur la base de Wright-Patterson, dans l'Ohio. Le deuxième appareil (serial 46-686) effectue son premier vol le 17 avril 1950 et rejoint à son tour le programme d'essais,,. En juin 1950, après le déclenchement de la guerre de Corée, l'USAF cherche un avion d'interdiction nocturne pour des missions à basse altitude, destiné à remplacer les A-26 Invader à hélices datant de la Seconde Guerre mondiale,,. Pour répondre à la demande, cinq avions sont étudiés : le XB-51, le B-45 Tornado de North American, le AJ-1 Savage du même constructeur, ainsi que deux avions étrangers, l'Avro Canada CF-100 Canuck et l'English Electric Canberra,,. Seuls le XB-51 et le Canberra britannique répondent aux exigences ; ils ont les performances nécessaires, peuvent emporter la charge de bombes requise et sont suffisamment maniables.
Bien que le XB-51 puisse voler plus vite, c'est le Canberra qui est finalement choisi, début 1951,. En effet, par rapport au Canberra, le XB-51 a un facteur de charge limite de 3,67 g, assez faible, ce qui limite ses capacités lors de missions tactiques ; il ne peut rester qu'une heure au-dessus de sa cible distante de 650 km alors que le Canberra peut tenir 2 h 30 min au-dessus d'une cible située à 1 440 km ; de plus, le Canberra est plus adapté pour décoller et atterrir sur des pistes sommaires,. Le 24 mars 1951, l'avion britannique est commandé à 250 exemplaires sous la désignation B-57A et la Glenn L. Martin Company s'en voit confier la production sous licence,.
Le programme du XB-51 est annulé en novembre 1951 ; néanmoins, les deux appareils continuent de voler. Au cours de la campagne de vols d'essais, le premier appareil accumule 211 heures de vol en 233 vols avec Martin et autant d'heures de vol en un peu plus de 200 vols par l'USAF ; le second prototype, arrivé plus tardivement n'effectue avec l'avionneur que 168 vols pour une durée totale de 125 heures et avec l'USAF seulement 25 vols pour une durée totale de 26 heures,. Cet appareil s'écrase le 9 mai 1952, alors qu'il est piloté par le Major Neil Lathrop qui effectue des acrobaties à basse altitude ; le pilote est tué dans l'accident,,. Le premier exemplaire continue d'effectuer des vols d'essais jusqu'à fin 1955 et sert notamment à tester la soute pivotante et le radar SHORAN (en) qui doivent équiper le B-57B. L'appareil est ultérieurement loué par la société de production cinématographique Warner Brothers et renommé « Gilbert XF-120 » pour tourner dans le film Je reviens de l'enfer (Toward the Unkown), qui sort en septembre 1956,,. Le 25 mars 1956, alors qu'il doit se rendre en Californie pour le tournage de scènes supplémentaires, le XF-120 s'écrase au décollage à Biggs Field (en), au Texas ; les pilotes James Rudolph et Wilbur Savage meurent dans l'accident,,,.
Au total, les coûts du programme s'élèvent à 12,6 millions de dollars, (entre 
124 et 
165 millions actuels).

## Caractéristiques
Données de Joe Baugher, Marcelle Size Knaack, Lou Ravi et Standard Aircraft Characteristics.
Caractéristiques générales
- Équipage : 2 membres (pilote et opérateur bombardier)
- Longueur : 25,9 m
- Envergure : 16,2 m
- Hauteur : 5,3 m
- Surface alaire : 50,91 m2
- Masse à vide : 13 419 kg
- Masse typique : 18 845 kg
- Masse maximale au décollage : 28 366 kg
- Moteur : 3 turboréacteurs à simple flux General Electric J47-GE-13 de 23,1 kN de poussée chacun. 69,3 kN (environ de poussée au total.

 Performances 
- Vitesse maximale : 

  - 1 040 km/h au niveau de la mer ;
  - 925 km/h à 10 700 m d'altitude.
- Vitesse de croisière : 804 km/h
- Rayon d'action en combat : 700 km  avec 1,8 tonne de charge
- Plafond : 12 300 m
- Vitesse ascensionnelle : 2 130 m/min
- Charge alaire : 

  - 393 kg/m2 pour une masse de 20 tonnes;
  - 556 kg/m2 pour une masse de 28,3 tonnes.
- Rapport poids-poussée : 0,27

Armement

- Canons : 8 canons défensifs de 20 mm (1 280 coups)
- Roquettes : 8 roquettes High Velocity Aerial Rockets (HVAR) ou
- Bombes : 

  - Jusqu'à 900 kg de bombes en soute ;

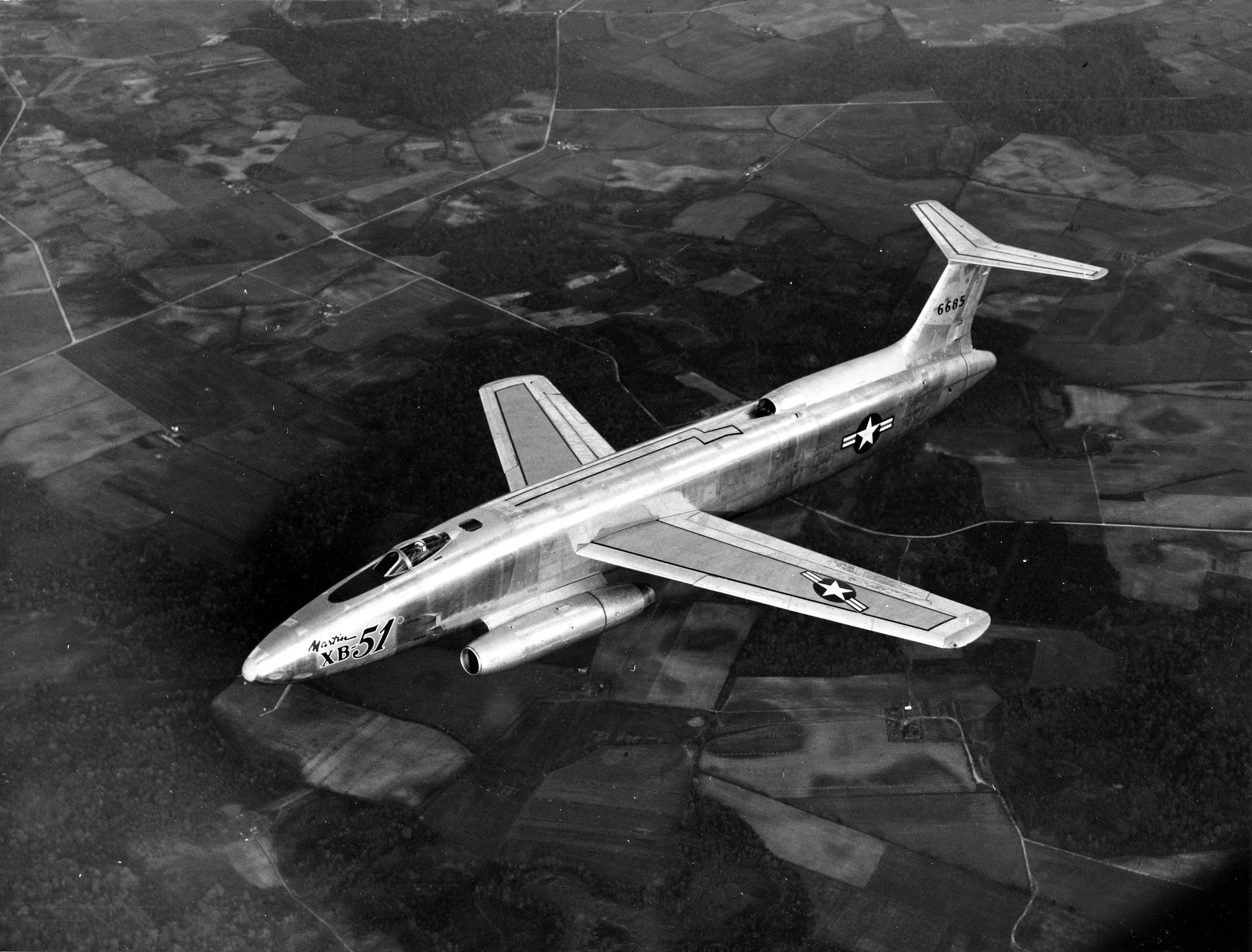
Le premier prototype en vol ; la nacelle du réacteur gauche est visible et l'on peut distinguer l'entrée d'air du réacteur arrière, située sur le dessus du fuselage.

  - Jusqu'à 4 700 kg de bombes au total avec les points d'emport externes.